# Sulfensäuren

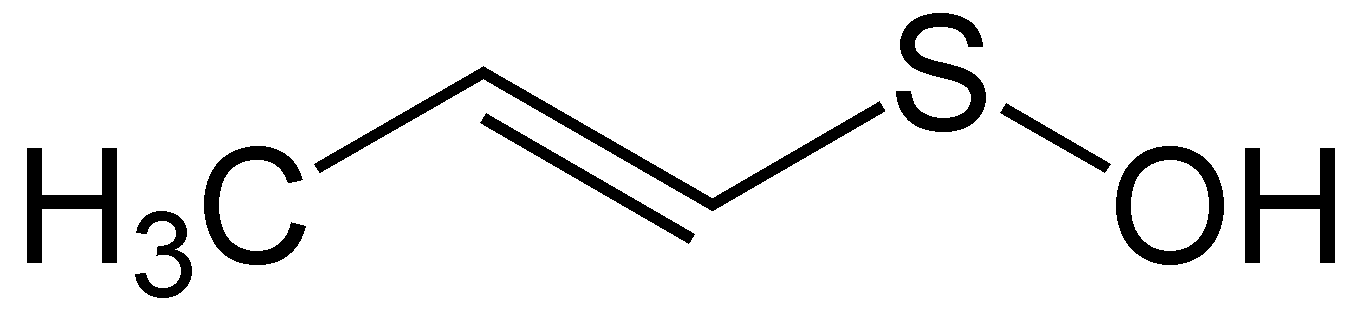
Struktur der 1-Propensulfensäure

Sulfensäuren sind eine Klasse von chemischen Verbindungen mit organisch gebundenem Schwefel und Sauerstoff der allgemeinen Struktur R–S–OH, dabei ist R ein Alkyl- oder Arylrest. Ihre Ester und Salze sind die Sulfenate.

## Stabilität und Verwendung
Sulfensäuren sind recht unbeständige Verbindungen und ohne größere Bedeutung. Stabiler sind die Sulfenylhalogenide (R–S–Hal), die wichtigsten Derivate der Sulfensäuren. Besonders Sulfenylchloride (R–S–Cl) finden vielseitige Anwendung in der präparativen Chemie.

## Nahrungsmittelzubereitung und Entstehung
Ein bekannter Vertreter der Sulfensäuren ist die 1-Propensulfensäure, der tränentreibende Stoff der Zwiebeln. Die 1-Propensulfensäure ist in frischen Zwiebeln nicht enthalten, entsteht jedoch bei deren Zerschneiden durch enzymatischen Abbau von (+)-S-Propenyl-L-cystein-S-oxid. Das Enzym und die Vorstufe befinden sich in der unversehrten Zwiebel in verschiedenen Zellkompartimenten. Erst nach der Zerstörung einiger Zellen setzt die Bildungsreaktion zur 1-Propensulfensäure ein.